# Ideokinetische Apraxie
Ideokinetische Apraxie, ideomotorische Apraxie, (englisch: ideokinetic apraxia/ideomotor apraxia (IMA)) ist eine Form der Apraxie in Folge einer Schädigung des Gehirns. 
Der Patient kann die Bewegung konzeptualisieren, aber nicht richtig durchführen (motorische Handlungsfähigkeit ohne Störung des Konzeptes). Der Bewegungsablauf ist bei symbolischen Handlungen und Zielbewegungen gestört (z. B. Winken). Dabei können die Bewegungen entweder nur teilweise ausgeführt, in ihrer Reihenfolge vertauscht, oder durch falsche ersetzt werden. Es liegt weder eine Ataxie noch Lähmung vor. Dieser Fehler ist auf Läsionen des Parietallappens (Steuerung der visuellen Aufmerksamkeit und räumlicher Funktionen, where- und what-System) und der Kommissuren (Verbindungen zwischen den Hemisphären) zurückzuführen. Weitere Formen der ideokinetischen Apraxie sind die Gesichtsapraxie und die Gliedmaßenapraxie.

## Diagnostik und Symptomatik
Eine ideokinetische Apraxie hat Einfluss auf Bewegungen nach Aufforderung oder welche imitiert werden sollen, z. B. Aufschließen einer Tür. Ebenso sind Gesten wie Drohen, Winken etc. gestört. Die Betroffenen bemerken ihre Fehler und versuchen diese zu korrigieren, was zu Entgleisung führt, das heißt zu sog. Parapraxien (fehlerhafte Einzelbewegungen).
Nicht betroffen von einer ideokinetischen Apraxie sind spontane Bewegungen, wie z. B. sich kratzen oder das Greifen nach einem Gegenstand. Auch wissen Betroffene, was ein Werkzeug ist, aber nicht wie man es gebraucht.

### Differentialdiagnostik
Ein ähnliche Störung ist die ideatorische Apraxie. Diese zeichnet sich durch Störung im Bewegungsplan aus, eine gestörte Reihenfolge von korrekten Einzelbewegungen, und gestörten Objektgebrauch. Die Ursache liegt hier in Läsionen vor allem im Kortex des Parietal- und Frontallappens.

## Hirnregionen
Die Ursache ideomotorischen Apraxien sind Läsionen in der weißen Substanz (vor allem paraventrikulär) und in verschiedenen kortikalen Regionen der dominanten Gehirnhälfte. Eine beidseitige Apraxie wird durch den linken motorischen Assoziationskortex und im Fasciculus arcuatus hervorgerufen. Eine einseitige Apraxie hingegen wird durch eine Läsion der Kommissurenzellen hervorgerufen. Wenn eine ausgedehnte Läsion im Parietallappen vorliegt, fehlt dem Betroffenen die Repräsentation der Bewegung und der Patient kann die Bewegung weder erkennen noch ausführen. Der Patient kann jedoch die Bewegungen erkennen, aber sich nicht korrekt ausführen, wenn eine Läsionen in inferioren anterioren Teilen des Lobus parietalis vorliegt. Der Perseveration (sich verselbstständigende, unkontrollierbare Bewegungen) liegen Läsionen in tiefen prämotorischen Regionen zugrunde.

## Therapie
Da Patienten mit dieser Störung komplexe medizinische Probleme haben, ist es schwer, die Auswirkung die die Störung auf die Selbständigkeit der Patienten abzuschätzen. Defizite, die durch neurodegenerative Erkrankungen wie Parkinson oder Alzheimer entstehen, können ausreichen, um Schwierigkeiten durch Apraxie zu verschleiern oder irrelevant zu machen. Einige Studien zeigen, dass eine ideomotorische Apraxie alleine dazu ausreicht, um die Selbständigkeit eines Patienten zu verringern. Auch wenn es nicht viel gibt, was die Auswirkungen einer ideomotorischen Apraxie aufheben kann, kann Ergotherapie den Betroffenen helfen, funktionale Kontrolle wiederherzustellen.